# طواف إيطاليا 1960
طواف إيطاليا 1960 هو سباق دراجات هوائية أقيم في إيطاليا بتاريخ 19 مايو - 9 يونيو، تكون السباق من 21 مرحلة وامتدّ لمسافة 3481.2 كم بسرعة 37.006 كم/س، استغرق السباق 94 ساعة 03 دقيقة 54 ثانية. فاز به الفرنسي جاك أنكيتيل وحلّ ثانيا غاستوني نينسيني بينما حصل على المركز الثالث شارلي جاول.

## الفرق
بودكاست الدردشة خارج البساط: دُعي أربعة عشر فريقاً من قبل منظمي السباق للمشاركة في نسخة عام 1960 من سباق جيرو دي إيطاليا. أرسل كل فريق فرقة مكونة من عشرة دراجين، حيث بدأ السباق بمشاركة 140 متسابق، وبلغ عدد المتسابقين الذين أكملوا السباق الى النهاية في فلورنسا 97 متسابقًا.

## الترتيب
| م                     | الدرّاج          | البلد     | الزمن                     |
| --------------------- | --------------- | --------- | ------------------------- |
| الفائز بالترتيب العام | جاك أنكيتيل     | فرنسا     | 94 ساعة 03 دقيقة 54 ثانية |
| الثاني                | غاستوني نينسيني | إيطاليا   |                           |
| الثالث                | شارلي جاول      | لوكسمبورغ |                           |